# مشرة

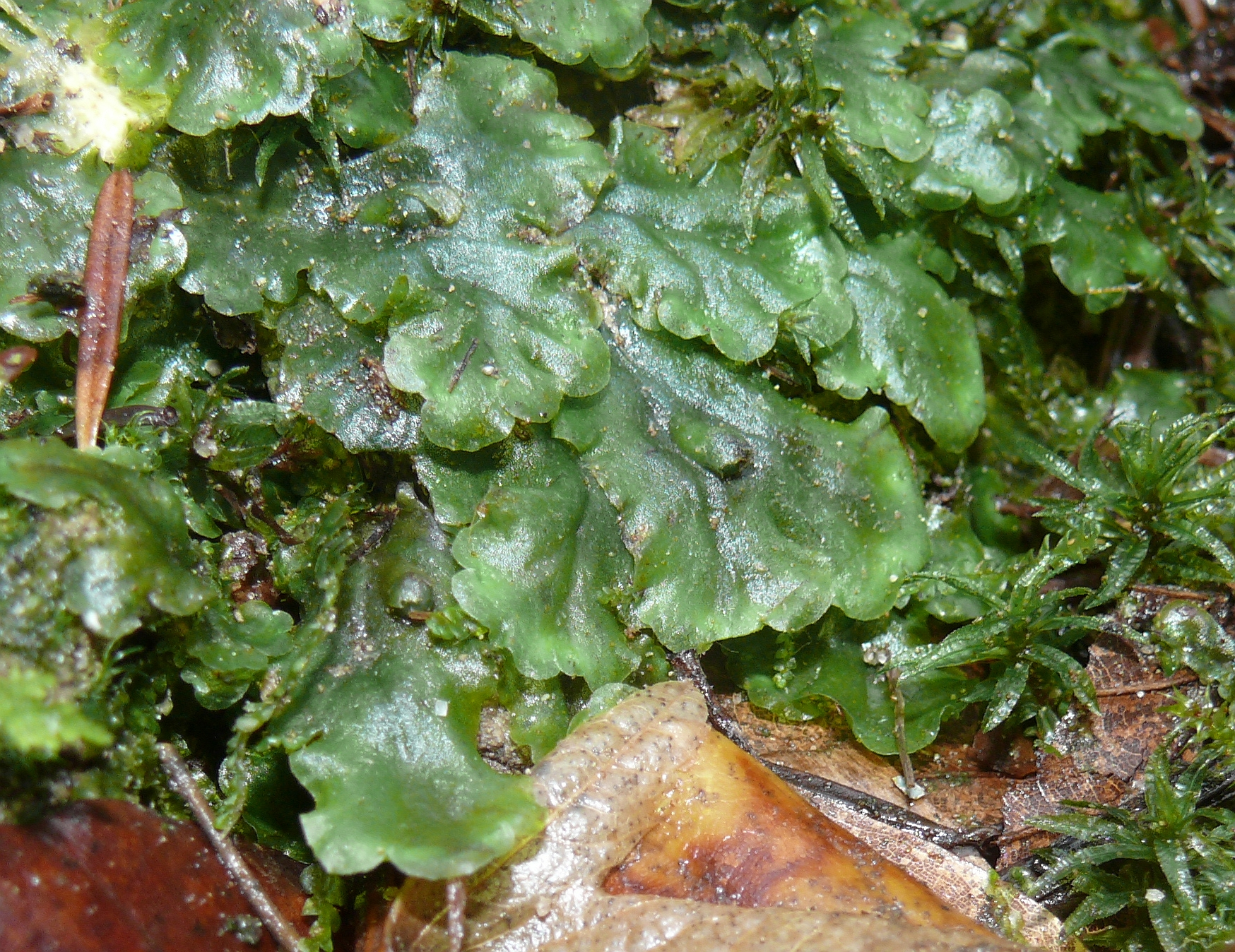
Thallus of Pellia epiphylla

مَشرة أو ثالوس (جمع:ثالي، thalli)، من اليونانية اللاتينية θαός (thallos)، وتعني "البرعم الأخضر" أو "الغصين"، هو النسيج النباتي لبعض الكائنات الحية في مجموعات متنوعة مثل الطحالب، والفطريات، وبعض النباتات الكبدية، والأشنات،ومخاطيات البطن. عادةً ما تُطلق تسمية المشرة على الجسم بأكمله كائن متعدد الخلايا غير متحرك، حيث لا يوجد تنظيم للأنسجة في الأعضاء. العديد من هذه الكائنات الحية كانت تعرف سابقًا باسم المشريات، وهي مجموعة متعددة العرق من الكائنات الحية ذات الصلة البعيدة. يُطلق على الكائن الحي أو الهيكل الذي يشبه المشرة اسم الثالويد، أو الثالودال، أو الثاليفورم، أو الثالين، أو الثالوز.
على الرغم من أن المشرة لا تحتوي على أجزاء منظمة ومتميزة (الأوراق والجذور والسيقان) كما هو الحال في النباتات الوعائية، إلا أنه قد تكون لديها هياكل مماثلة تشبه "مكافئاتها" الوعائية. الهياكل ذات التطور التقاربي لها وظيفة مماثلة أو هيكل عِيانيّ، ولكن الهيكل العياني متفاوت؛ على سبيل المثال، لا تحتوي أي مشرة على أنسجة وعائية. في حالات استثنائية مثل اللمناوات، حيث يكون هيكل النبات الوعائي في الواقع يشبه المشرة، يشار إليه على أنه يحتوي على هيكل الثالويد، أو أحيانًا باسم الثالويد.
على الرغم من أن المشرة غير متمايزة إلى حد كبير من حيث التشريح، إلا أنه يمكن أن تكون هناك اختلافات واضحة واختلافات وظيفية. على سبيل المثال، قد ينقسم طحلب الكلب إلى ثلاث أقسام. تشتمل أجزاء مشرة طحلب الكلب على المُثبت (المرساة)، والسويقة (التي تدعم الشفرات) والشفرات (للعملية التمثيل الضوئي).
عادةً ما يُطلق على مشرة الفطريات اسم الغزل الفطري. يستخدم مصطلح المشرة أيضًا بشكل شائع للإشارة إلى الجسم الخضري للأشنة. في الأعشاب البحرية، يُطلق على المشرة أحيانًا اسم "السعفة".
يُطلق على بعض نباتات النابتة العرسية التي لا تحتوي على مشريات، والحزازيات الذئبية، والسراخس اسم مشرة أولية "بروثالوس".